# Arulla parvula
Genre
Espèce
Arulla parvula, unique représentant du genre Arulla, est une espèce d'opilions laniatores à l'appartenance familiale incertaine.

## Distribution
Cette espèce est endémique de Bornéo. Elle se rencontre en Malaisie au Sabah et au Brunei.

## Description
Le mâle holotype mesure 1,44 mm et la femelle paratype 1,18 mm.

## Publication originale
- Suzuki, 1969 : « On a collection of opilionids from Southeast Asia. » Journal of Science of the Hiroshima University, sér. B, vol. 22, no 2, p. 11–77.